# Liste der Gebietsänderungen im Bezirk Erfurt

Bezirk Erfurt in der DDR

Die Liste der Gebietsänderungen im Bezirk Erfurt enthält wichtige Änderungen der Gemeindegebiete des Bezirks Erfurt der DDR in der Zeit vom 25. Juli 1952 bis zum 2. Oktober 1990. Dazu zählen unter anderem Zusammenschlüsse und Trennungen von Gemeinden, Eingliederungen von Gemeinden in eine andere, Änderungen des Gemeindenamens und größere Umgliederungen von Teilen einer Gemeinde in eine andere.

## Legende
- Datum: juristisches Wirkungsdatum der Gebietsänderung
- Gemeinde vor der Änderung: Gemeinde vor der Gebietsänderung
- Maßnahme: Art der Änderung
- Gemeinde nach der Änderung: Gemeinde nach der Gebietsänderung
- Landkreis: Landkreis der Gemeinde nach der Gebietsänderung
- OT: Ortsteil

Die Sortierung erfolgt chronologisch: Datum, Stadtkreis, Landkreis, aufnehmende oder neu gebildete Gemeinde. Heute noch bestehende Gemeinden sind farbig unterlegt.

## Liste
| Datum      | Gemeinde vor der Änderung                                  | Maßnahme                                                   | Gemeinde nach der Änderung                                 | Kreis                                                      |
| ---------- | ---------------------------------------------------------- | ---------------------------------------------------------- | ---------------------------------------------------------- | ---------------------------------------------------------- |
| 25.07.1952 | Errichtung des Bezirks Erfurt 13 Landkreise, 2 Stadtkreise | Errichtung des Bezirks Erfurt 13 Landkreise, 2 Stadtkreise | Errichtung des Bezirks Erfurt 13 Landkreise, 2 Stadtkreise | Errichtung des Bezirks Erfurt 13 Landkreise, 2 Stadtkreise |
| 04.12.1952 | Drößnitz Kreis Weimar-Land                                 | Umgliederung                                               | Drößnitz                                                   | Jena-Land, Bezirk Gera                                     |
| 04.12.1952 | Milda Kreis Weimar-Land                                    | Umgliederung                                               | Milda                                                      | Jena-Land, Bezirk Gera                                     |
| 04.12.1952 | Wittersroda Kreis Weimar-Land                              | Umgliederung                                               | Wittersroda                                                | Jena-Land, Bezirk Gera                                     |
| 04.12.1952 | Haufeld Kreis Weimar-Land                                  | Umgliederung                                               | Haufeld                                                    | Rudolstadt, Bezirk Gera                                    |
| 04.12.1952 | Neckeroda Kreis Weimar-Land                                | Umgliederung                                               | Neckeroda                                                  | Rudolstadt, Bezirk Gera                                    |
| 04.12.1952 | Schmieden Kreis Weimar-Land                                | Umgliederung                                               | Schmieden                                                  | Rudolstadt, Bezirk Gera                                    |
| 04.12.1952 | Treppendorf Kreis Weimar-Land                              | Umgliederung                                               | Treppendorf                                                | Rudolstadt, Bezirk Gera                                    |
| 01.11.1953 | Pfaffschwende, OT Sickerode                                | Neubildung                                                 | Sickerode                                                  | Heiligenstadt                                              |
| 01.01.1957 | Kaatschen Weichau                                          | Zusammenschluss                                            | Kaatschen-Weichau                                          | Apolda                                                     |
| 01.01.1957 | Burla Hastrungsfeld                                        | Zusammenschluss                                            | Hastrungsfeld-Burla                                        | Eisenach                                                   |
| 01.01.1957 | Pferdsdorf/Werra Spichra                                   | Zusammenschluss                                            | Pferdsdorf-Spichra                                         | Eisenach                                                   |
| 01.01.1957 | Wolfmannsgehau                                             | Eingliederung                                              | Ifta                                                       | Eisenach                                                   |
| 01.01.1957 | Finsterbergen, OT Engelsbach                               | Neubildung                                                 | Engelsbach                                                 | Gotha                                                      |
| 01.01.1957 | Lehna Misserode                                            | Zusammenschluss                                            | Misserode-Lehna                                            | Heiligenstadt                                              |
| 01.01.1957 | Behringen, OT Wolfsbehringen                               | Neubildung                                                 | Wolfsbehringen                                             | Langensalza                                                |
| 01.01.1957 | Katharinenberg                                             | Eingliederung                                              | Diedorf                                                    | Mühlhausen                                                 |
| 20.06.1957 | Winterstein, OT Schmerbach                                 | Neubildung                                                 | Schmerbach                                                 | Gotha                                                      |
| 01.04.1959 | Großlohma Kleinlohma                                       | Zusammenschluss                                            | Lohma                                                      | Weimar-Land                                                |
| 01.01.1960 | Untersuhl                                                  | Eingliederung                                              | Gerstungen                                                 | Eisenach                                                   |
| 01.01.1960 | Töttleben                                                  | Eingliederung                                              | Kerspleben                                                 | Erfurt-Land                                                |
| 01.07.1961 | Stödten                                                    | Eingliederung                                              | Leubingen                                                  | Sömmerda                                                   |
| 14.07.1961 | Großhettstedt Kleinhettstedt                               | Zusammenschluss                                            | Hettstedt                                                  | Arnstadt                                                   |
| 01.01.1963 | Herreden, OT Hörningen                                     | Neubildung                                                 | Hörningen                                                  | Nordhausen                                                 |
| 20.05.1963 | Hausen                                                     | Eingliederung                                              | Marlishausen                                               | Arnstadt                                                   |
| 20.05.1963 | Alkersleben, OT Ettischleben                               | Umgliederung                                               | Marlishausen                                               | Arnstadt                                                   |
| 22.07.1965 | Achelstädt Ellichleben                                     | Eingliederung                                              | Witzleben                                                  | Arnstadt                                                   |
| 03.12.1965 | Großgrabe Kleingrabe                                       | Zusammenschluss                                            | Grabe                                                      | Mühlhausen                                                 |
| 01.01.1967 | Bösleben Wüllersleben                                      | Zusammenschluss                                            | Bösleben-Wüllersleben                                      | Arnstadt                                                   |
| 16.05.1968 | Osthausen Wülfershausen                                    | Zusammenschluss                                            | Osthausen-Wülfershausen                                    | Arnstadt                                                   |
| 06.03.1969 | Cottendorf                                                 | Eingliederung                                              | Dornfeld a. d. Ilm                                         | Arnstadt                                                   |
| 05.03.1970 | Lindigshof                                                 | Eingliederung                                              | Marksuhl                                                   | Eisenach                                                   |
| 01.08.1972 | Hohnsteinsche Forst                                        | Namensänderung                                             | Rothesütte                                                 | Nordhausen                                                 |
| 01.06.1973 | Volteroda                                                  | Eingliederung                                              | Schnellmannshausen                                         | Eisenach                                                   |
| 01.06.1973 | Göringen Wartha                                            | Zusammenschluss                                            | Wartha-Göringen                                            | Eisenach                                                   |
| 27.09.1973 | Dienstedt Hettstedt                                        | Zusammenschluss                                            | Dienstedt-Hettstedt                                        | Arnstadt                                                   |
| 01.11.1973 | Neustedt                                                   | Eingliederung                                              | Gebstedt                                                   | Apolda                                                     |
| 22.11.1973 | Gierstädt Kleinfahner                                      | Eingliederung                                              | Großfahner                                                 | Erfurt-Land                                                |
| 01.01.1974 | Auenheim-Rienau                                            | Eingliederung                                              | Horschlitt                                                 | Eisenach                                                   |
| 24.01.1974 | Gügleben Riechheim                                         | Eingliederung                                              | Elleben                                                    | Arnstadt                                                   |
| 24.01.1974 | Roda                                                       | Eingliederung                                              | Görbitzhausen                                              | Arnstadt                                                   |
| 24.01.1974 | Kleinliebringen                                            | Eingliederung                                              | Großliebringen                                             | Arnstadt                                                   |
| 24.01.1974 | Thörey                                                     | Eingliederung                                              | Ichtershausen                                              | Arnstadt                                                   |
| 24.01.1974 | Werningsleben                                              | Eingliederung                                              | Kirchheim                                                  | Arnstadt                                                   |
| 24.01.1974 | Döllstedt                                                  | Eingliederung                                              | Nahwinden                                                  | Arnstadt                                                   |
| 24.01.1974 | Espenfeld                                                  | Eingliederung                                              | Siegelbach                                                 | Arnstadt                                                   |
| 01.02.1974 | Bebendorf Döringsdorf                                      | Zusammenschluss                                            | Döringsdorf-Bebendorf                                      | Heiligenstadt                                              |
| 01.02.1974 | Schönau                                                    | Eingliederung                                              | Uder                                                       | Heiligenstadt                                              |
| 01.02.1974 | Wernrode                                                   | Eingliederung                                              | Wolkramshausen                                             | Nordhausen                                                 |
| 01.03.1974 | Schoppendorf                                               | Eingliederung                                              | Bergern                                                    | Weimar-Land                                                |
| 01.03.1974 | Hain                                                       | Eingliederung                                              | Kleinfurra                                                 | Nordhausen                                                 |
| 01.03.1974 | Ottmannshausen Stedten am Ettersberg                       | Eingliederung                                              | Berlstedt                                                  | Weimar-Land                                                |
| 01.03.1974 | Lotschen Meckfeld                                          | Eingliederung                                              | Keßlar                                                     | Weimar-Land                                                |
| 01.03.1974 | Denstedt                                                   | Eingliederung                                              | Kromsdorf                                                  | Weimar-Land                                                |
| 01.03.1974 | Thalborn                                                   | Eingliederung                                              | Vippachedelhausen                                          | Weimar-Land                                                |
| 01.03.1974 | Schwabsdorf                                                | Eingliederung                                              | Wiegendorf                                                 | Weimar-Land                                                |
| 14.03.1974 | Kaatschen-Weichau                                          | Eingliederung                                              | Großheringen                                               | Apolda                                                     |
| 14.03.1974 | Goldbach                                                   | Eingliederung                                              | Liebstedt                                                  | Apolda                                                     |
| 14.03.1974 | Niederreißen Oberreißen                                    | Zusammenschluss                                            | Nieder-Oberreißen                                          | Apolda                                                     |
| 14.03.1974 | Rödigsdorf                                                 | Eingliederung                                              | Oberroßla                                                  | Apolda                                                     |
| 14.03.1974 | Wersdorf                                                   | Eingliederung                                              | Pfiffelbach                                                | Apolda                                                     |
| 14.03.1974 | Lachstedt                                                  | Eingliederung                                              | Schmiedehausen                                             | Apolda                                                     |
| 14.03.1974 | Bechstedt-Wagd                                             | Eingliederung                                              | Egstedt                                                    | Erfurt-Land                                                |
| 14.03.1974 | Kleinrettbach                                              | Eingliederung                                              | Gamstädt                                                   | Erfurt-Land                                                |
| 14.03.1974 | Kleinrudestedt Kranichborn Schwansee                       | Eingliederung                                              | Großrudestedt                                              | Erfurt-Land                                                |
| 14.03.1974 | Schellroda                                                 | Eingliederung                                              | Klettbach                                                  | Erfurt-Land                                                |
| 14.03.1974 | Azmannsdorf Linderbach                                     | Zusammenschluss                                            | Linderbach-Azmannsdorf                                     | Erfurt-Land                                                |
| 14.03.1974 | Kornhochheim                                               | Eingliederung                                              | Neudietendorf                                              | Erfurt-Land                                                |
| 14.03.1974 | Dielsdorf                                                  | Eingliederung                                              | Schloßvippach                                              | Erfurt-Land                                                |
| 14.03.1974 | Hochstedt Wallichen                                        | Eingliederung                                              | Vieselbach                                                 | Erfurt-Land                                                |
| 14.03.1974 | Rohda                                                      | Eingliederung                                              | Windischholzhausen                                         | Erfurt-Land                                                |
| 14.03.1974 | Rohrborn Wenigensömmern                                    | Eingliederung                                              | Sömmerda                                                   | Sömmerda                                                   |
| 14.03.1974 | Eßleben Teutleben                                          | Zusammenschluss                                            | Eßleben-Teutleben                                          | Sömmerda                                                   |
| 14.03.1974 | Bliederstedt                                               | Eingliederung                                              | Otterstedt                                                 | Sondershausen                                              |
| 14.03.1974 | Niedertopfstedt Obertopfstedt                              | Zusammenschluss                                            | Topfstedt                                                  | Sondershausen                                              |
| 14.03.1974 | Eichelborn Hayn Obernissa Sohnstedt                        | Eingliederung                                              | Mönchenholzhausen                                          | Erfurt-Land                                                |
| 14.03.1974 | Hauröden                                                   | Eingliederung                                              | Bischofferode                                              | Worbis                                                     |
| 14.03.1974 | Wallrode                                                   | Eingliederung                                              | Großbodungen                                               | Worbis                                                     |
| 14.03.1974 | Kaltohmfeld                                                | Eingliederung                                              | Kirchohmfeld                                               | Worbis                                                     |
| 15.03.1974 | Misserode-Lehna                                            | Eingliederung                                              | Ershausen                                                  | Heiligenstadt                                              |
| 15.03.1974 | Weidenbach                                                 | Eingliederung                                              | Mackenrode                                                 | Heiligenstadt                                              |
| 15.03.1974 | Dietzenrode                                                | Eingliederung                                              | Wüstheuterode                                              | Heiligenstadt                                              |
| 01.04.1974 | Bad Liebenstein, Bairoda                                   | Umgliederung                                               | Meimers                                                    | Bad Salzungen                                              |
| 01.04.1974 | Bad Liebenstein, OT Schweina                               | Neubildung                                                 | Schweina                                                   | Bad Salzungen                                              |
| 01.04.1974 | Hörschel                                                   | Eingliederung                                              | Neuenhof                                                   | Eisenach                                                   |
| 01.04.1974 | Sondra                                                     | Eingliederung                                              | Sättelstädt                                                | Eisenach                                                   |
| 01.04.1974 | Melborn                                                    | Eingliederung                                              | Wenigenlupnitz                                             | Eisenach                                                   |
| 01.04.1974 | Hausen Pfullendorf                                         | Eingliederung                                              | Bufleben                                                   | Gotha                                                      |
| 01.04.1974 | Sundhausen                                                 | Eingliederung                                              | Gotha                                                      | Gotha                                                      |
| 01.04.1974 | Wipperoda                                                  | Eingliederung                                              | Schönau v. d. Walde                                        | Gotha                                                      |
| 20.05.1974 | Großurleben Kleinurleben                                   | Zusammenschluss                                            | Urleben                                                    | Langensalza                                                |
| 10.07.1975 | Darnstedt                                                  | Eingliederung                                              | Niedertrebra                                               | Apolda                                                     |
| 01.08.1975 | Branchewinda Görbitzhausen                                 | Eingliederung                                              | Dannheim                                                   | Arnstadt                                                   |
| 01.08.1975 | Rippersroda                                                | Eingliederung                                              | Neusiß                                                     | Arnstadt                                                   |
| 01.08.1975 | Dosdorf                                                    | Eingliederung                                              | Siegelbach                                                 | Arnstadt                                                   |
| 01.01.1976 | Eberstädt                                                  | Eingliederung                                              | Sonneborn                                                  | Gotha                                                      |
| 01.01.1976 | Stedten/Ilmtal                                             | Eingliederung                                              | Barchfeld a. d. Ilm                                        | Weimar-Land                                                |
| 04.05.1984 | Wehnde, OT Tastungen                                       | Neubildung                                                 | Tastungen                                                  | Worbis                                                     |
| 06.05.1984 | Großfahner, OT Gierstädt und Kleinfahner                   | Neubildung                                                 | Gierstädt                                                  | Erfurt-Land                                                |
| 06.05.1984 | Gebra/Hainleite                                            | Auflösung                                                  | –                                                          | Nordhausen                                                 |
| 06.05.1984 | Gebra/Hainleite, OT Niedergebra                            | Neubildung                                                 | Niedergebra                                                | Nordhausen                                                 |
| 06.05.1984 | Gebra/Hainleite, OT Obergebra                              | Neubildung                                                 | Obergebra                                                  | Nordhausen                                                 |
| 06.05.1984 | Rettwitz                                                   | Eingliederung                                              | Krakendorf                                                 | Weimar-Land                                                |
| 01.06.1984 | Uder, OT Steinheuterode                                    | Neubildung                                                 | Steinheuterode                                             | Heiligenstadt                                              |
| 01.01.1987 | Farnroda Wutha                                             | Zusammenschluss                                            | Wutha-Farnroda                                             | Eisenach                                                   |
| 01.07.1989 | Windischholzhausen, OT Niedernissa und Rohda               | Neubildung                                                 | Niedernissa                                                | Erfurt-Land                                                |
| 01.07.1990 | Herressen                                                  | Namensänderung                                             | Herressen-Sulzbach                                         | Apolda                                                     |
| 15.03.1990 | Nieder-Oberreißen                                          | Auflösung                                                  | –                                                          | Apolda                                                     |
| 15.03.1990 | Nieder-Oberreißen, OT Niederreißen                         | Neubildung                                                 | Niederreißen                                               | Apolda                                                     |
| 15.03.1990 | Nieder-Oberreißen, OT Oberreißen                           | Neubildung                                                 | Oberreißen                                                 | Apolda                                                     |
| 30.04.1990 | Uelleben, OT Boilstädt                                     | Neubildung                                                 | Boilstädt                                                  | Gotha                                                      |
| 01.06.1990 | Wüstheuterode, OT Dietzenrode und Vatterode                | Neubildung                                                 | Dietzenrode-Vatterode                                      | Heiligenstadt                                              |
| 01.06.1990 | Geismar, OT Großtöpfer                                     | Neubildung                                                 | Großtöpfer                                                 | Heiligenstadt                                              |
| 01.06.1990 | Lenterode, OT Röhrig                                       | Neubildung                                                 | Röhrig                                                     | Heiligenstadt                                              |
| 01.06.1990 | Birkenfelde, OT Schönhagen                                 | Neubildung                                                 | Schönhagen                                                 | Heiligenstadt                                              |
| 01.06.1990 | Mengelrode, OT Streitholz                                  | Neubildung                                                 | Streitholz                                                 | Heiligenstadt                                              |
| 05.06.1990 | Deuna, OT Vollenborn                                       | Neubildung                                                 | Vollenborn                                                 | Worbis                                                     |